# Cuneo Granda Volley
La Cuneo Granda Volley è una società pallavolistica femminile italiana con sede a Cuneo: milita nel campionato di Serie A1.

## Storia
La Cuneo Granda Volley viene fondato nel 2003. Dopo la promozione dalla Serie C, approda in Serie B2 nella stagione 2014-15, chiudendo al secondo posto la regular season e raggiungendo la finale dei play-off promozione.
La squadra tuttavia viene ripescata nella stagione 2015-16 in Serie B1: nella prima annata nella terza divisione del campionato italiano arriva al secondo posto in regular season, uscendo poi ai quarti di finale dei play-off promozione, mentre, nell'annata successiva, dopo aver ottenuto nuovamente il secondo posto in classifica, vince i play-off, venendo promossa in Serie A2.
L'esordio in serie cadetta avviene nella stagione 2017-18: dopo l'uscita ai quarti di finale nella Coppa Italia di Serie A2 e il secondo posto in regular season, le piemontesi vengono eliminate in semifinale nei play-off promozione.
Grazie all'acquisto del titolo sportivo dal River, la Cuneo Granda Volley ottiene il diritto di partecipazione per il campionato 2018-19 alla Serie A1 e nella stessa stagione si qualifica per la prima volta alla Coppa Italia e ai play-off scudetto, uscendo in entrambi i casi nei quarti di finale. Nella stagione 2020-21 debutta nella Supercoppa italiana, eliminata agli ottavi di finale, mentre al termine dell'annata 2023-24, complice il penultimo posto in classifica, retrocede in Serie A2: tuttavia, grazie all'acquisto del titolo sportivo dal Casalmaggiore, è ammessa in Serie A1 per la stagione 2024-25.

## Rosa 2025-2026
| N° | Nome               | Ruolo | Data di nascita  | Nazionalità sportiva |
| -- | ------------------ | ----- | ---------------- | -------------------- |
|    | Safa Allaoui       | P     | 1º febbraio 2006 | Italia               |
|    | Princess Atamah    | C     | 1º marzo 2005    | Italia               |
|    | Anna Bardaro       | L     | 29 aprile 2005   | Italia               |
|    | Agnese Cecconello  | C     | 6 novembre 1999  | Italia               |
|    | Bintu Diop         | O     | 2 marzo 2002     | Italia               |
|    | Jaelyn Keene       | C     | 17 agosto 1995   | Stati Uniti          |
|    | Ela Koulisiani     | C     | 1º ottobre 2002  | Rep. Ceca            |
|    | Linda Magnani      | L     | 20 novembre 2007 | Italia               |
|    | Margarita Martínez | S     | 19 maggio 1995   | Colombia             |
|    | Nova Marring       | S     | 6 settembre 2001 | Paesi Bassi          |
|    | Erika Pritchard    | S     | 19 ottobre 1999  | Stati Uniti          |
|    | Maša Pucelj        | S     | 24 gennaio 2006  | Slovenia             |
|    | Jessica Rivero     | S     | 15 marzo 1995    | Spagna               |
|    | Noemi Signorile    | P     | 15 febbraio 1990 | Italia               |